# Битка при Популония (282 пр.н.е.)
Битката при Популония се състои през 282 пр.н.е. при етруския град Популония (в днешна провинция Ливорно) между Римската република и етруските. Завършва с победа на римляните.